# Sezone Velikih nagrad do 1906
Za prvo pravo dirko za Veliko nagrado velja dirka za Veliko nagrado Francije v sezoni 1906, ki je potekala na cestnem dirkališču, toda prve avtomobilistične dirke, ki so potekale med dvema ali več mesti, so se začele že leta 1894, leta 1906 pa so jih počasi nadomestile prave dirke za Velike nagrade.

## 1894

### Pariz-Rouen
| Poz | Dirkač           | Dirkalnik   | Čas     |
| --- | ---------------- | ----------- | ------- |
| 1   | Albert de Dion   | de Dion     | 6:48,00 |
| 2   | Georges Lemâitre | Peugeot     | + 3,30  |
| 3   | Auguste Doriot   | Peugeot 3hp | + 16,30 |

## 1895

### Pariz-Bourdeaux-Pariz
| Poz | Dirkač         | Dirkalnik       | Čas        |
| --- | -------------- | --------------- | ---------- |
| 1   | Émile Levassor | Panhard-Leassor | 48:48,00   |
| 2   | Louis Rigoulot | Peugeot         | + 5:47,00  |
| 3   | A. Koechlin    | Peugeot         | + 11:00,00 |

### Chicago-Waukegan-Chicago
| Poz | Dirkač           | Dirkalnik   | Čas     |
| --- | ---------------- | ----------- | ------- |
| 1   | Oscar Müller     | Müller-Benz | 8:44,00 |
| 2   | J. Frank Duryea  | Duryea      |         |
|     | ni več uvrščenih |             |         |

### Chicago
| Poz | Dirkač           | Dirkalnik   | Čas       |
| --- | ---------------- | ----------- | --------- |
| 1   | J. Frank Duryea  | Duryea      | 8:23,00   |
| 2   | Oscar Müller     | Müller-Benz | + 0:30,00 |
|     | ni več uvrščenih |             |           |

## 1896

### New York
| Poz | Dirkač            | Dirkalnik | Čas     |
| --- | ----------------- | --------- | ------- |
| 1   | J. Frank Duryea   | Duryea    | 7:13,00 |
| 2   | Charles E. Duryea | Duryea    |         |
|     | ni več uvrščenih  |           |         |

### Rhode Island
| Poz | Dirkač                        | Dirkalnik        | Čas   |
| --- | ----------------------------- | ---------------- | ----- |
| 1   | Andrew L. Riker C. H. Whiting | Riker Electric   | 39:34 |
| 2   | Henry B. Morris Adams         | Eletric Carriage |       |
| 3   | J. Frank Duryea               | Duryea           |       |

### Pariz-Marseille-Pariz
| Poz | Dirkač       | Dirkalnik       | Čas       |
| --- | ------------ | --------------- | --------- |
| 1   | Émile Mayade | Panhard-Leassor | 67:42,58  |
| 2   | Merkel       | Panhard-Leassor | + 28,07   |
| 3   | Viet         | de Dion         | + 2:18,07 |

### London-Brighton
| Poz | Dirkač             | Dirkalnik         | Čas |
| --- | ------------------ | ----------------- | --- |
| 1   | Léon Bollée        | Bollée Tricycle   |     |
| 2   | Camille Bollée     | Bollée Tricycle   |     |
| 3   | Earl of Winchilsea | Panhard Wagonette |     |

## 1897

### Marseille-La Turbie
| Poz | Dirkač                      | Dirkalnik        | Čas     |
| --- | --------------------------- | ---------------- | ------- |
| 1   | Gaston de Chasseloup-Laubat | De Dion          | 7:45,09 |
| 2   | Georges Lemaitre            | Peugeot          | + 21,18 |
| 3   | Charles Prévost             | Panhard-Levassor | + 40,51 |

### Pariz-Dieppe
| Poz | Dirkač            | Dirkalnik        | Čas     |
| --- | ----------------- | ---------------- | ------- |
| 1   | Paul Jamin        | Bollée           | 4:13,33 |
| 2   | Albert de Dion    | de Dion          | + 6,01  |
| 3   | Gilles Hourgieres | Panhard-Levassor | + 22,27 |

### Pariz-Trouville
| Poz | Dirkač            | Dirkalnik        | Čas     |
| --- | ----------------- | ---------------- | ------- |
| 1   | Gilles Hourgieres | Panhard-Levassor | 4:16,03 |
| 2   | Georges Lemaitre  | Peugeot          | + 1,37  |
| 3   | Albert de Dion    | de Dion          | + 10,22 |

## 1898

### Pariz-Bordeaux
| Poz | Dirkač          | Dirkalnik        | Čas       |
| --- | --------------- | ---------------- | --------- |
| 1   | René de Knyff   | Panhard-Levassor | 15:15,31  |
| 2   | Fernand Charron | Panhard-Levassor | + 2:27,53 |
| 3   | Breuil          | Panhard-Levassor | + 3:04,30 |

### Pariz-Amsterdam-Pariz
| Poz | Dirkač          | Dirkalnik        | Čas       |
| --- | --------------- | ---------------- | --------- |
| 1   | Fernand Charron | Panhard-Levassor | 33:04,34  |
| 2   | Leonce Girardot | Panhard-Levassor | + 20,44   |
| 3   | Etienne Giraud  | Bollée           | + 1:04,20 |

## 1899

### Pariz-Bourdeaux
| Poz | Dirkač          | Dirkalnik        | Čas      |
| --- | --------------- | ---------------- | -------- |
| 1   | Fernand Charron | Panhard-Levassor | 11:43,20 |
| 2   | René de Knyff   | Panhard-Levassor | + 8,06   |
| 3   | Leonce Girardot | Panhard-Levassor | + 49,15  |

### Champigny-St.Germain
| Poz | Dirkač                      | Dirkalnik        | Čas         |
| --- | --------------------------- | ---------------- | ----------- |
| 1   | René de Knyff               | Panhard-Levassor | 44:43,39,2  |
| 2   | Leonce Girardot             | Panhard-Levassor | + 4:53,00.2 |
| 3   | Gaston de Chasseloup-Laubat | Panhard-Levassor | + 5:01,38.8 |

### Pariz-Ostend
| Poz | Dirkač           | Dirkalnik        | Čas    |
| --- | ---------------- | ---------------- | ------ |
| 1   | Leonce Girardot  | Panhard-Levassor | 6:11   |
| 1   | Levegh           | Mors             | 6:11   |
| 3   | Georges Lemâitre | Peugeot          | + 21,0 |

## 1900

### Gordon Bennet Cup:Pariz-Lyon
| Poz | Dirkač           | Dirkalnik        | Čas       |
| --- | ---------------- | ---------------- | --------- |
| 1   | Fernand Charron  | Panhard-Levassor | 9:09,00   |
| 2   | Leonce Girardot  | Panhard-Levassor | + 1:27,23 |
|     | ni več uvrščenih |                  |           |

### Pariz-Toulouse-Pariz
| Poz | Dirkač     | Dirkalnik        | Čas       |
| --- | ---------- | ---------------- | --------- |
| 1   | Levegh     | Mors             | 20:50,09  |
| 2   | Pinson     | Panhard-Levassor | + 1:20,52 |
| 3   | Carl Voigt | Panhard-Levassor | + 1:21,42 |

## 1901

### Pariz-Bourdeaux
| Poz | Dirkač         | Dirkalnik        | Čas       |
| --- | -------------- | ---------------- | --------- |
| 1   | Henri Fournier | Panhard-Levassor | 6:10,44   |
| 2   | Maurice Farman | Panhard-Levassor | + 30,31   |
| 3   | Carl Voigt     | Panhard-Levassor | + 1:04,27 |

### Gordon Bennet Cup:Pariz-Bourdeaux
| Poz | Dirkač           | Dirkalnik        | Čas     |
| --- | ---------------- | ---------------- | ------- |
| 1   | Leonce Girardot  | Panhard-Levassor | 8:50,59 |
|     | ni več uvrščenih |                  |         |

### Pariz-Berlin
| Poz | Dirkač          | Dirkalnik        | Čas       |
| --- | --------------- | ---------------- | --------- |
| 1   | Henri Fournier  | Panhard-Levassor | 15:33,06  |
| 2   | Leonce Girardot | Panhard-Levassor | + 1:05,32 |
| 3   | René de Knyff   | Panhard-Levassor | + 1:06,56 |

## 1902

### Gordon Bennet Cup:Pariz-Innsbruck
| Poz | Dirkač           | Dirkalnik | Čas        |
| --- | ---------------- | --------- | ---------- |
| 1   | Selwyn Edge      | Napier    | 11:52.52,6 |
|     | ni več uvrščenih |           |            |

### Pariz-Dunaj
| Poz | Dirkač         | Dirkalnik        | Čas        |
| --- | -------------- | ---------------- | ---------- |
| 1   | Marcel Renault | Renault          | 15:47.43,8 |
| 2   | Henri Farman   | Panhard-Levassor | + 12.46,4  |
| 3   | Jacques Edmond | Darracq          | + 22.32,4  |

### Dirka po Ardenih
| Poz | Dirkač             | Dirkalnik        | Čas       |
| --- | ------------------ | ---------------- | --------- |
| 1   | Charles Jarrott    | Panhard-Levassor | 5:53.39,6 |
| 2   | Fernand Gabriel    | Mors             | + 8.05,6  |
| 3   | William Vanderbilt | Mors             | + 28.31,0 |

## 1903

### Pariz-Madrid
| Poz | Dirkač           | Dirkalnik | Čas       |
| --- | ---------------- | --------- | --------- |
| 1   | Fernand Gabriel  | Mors      | 5:14.31,2 |
| 2   | Louis Renault    | Renault   | + 15.08,0 |
| 3   | Jacques Salleron | Mors      | + 32.30,6 |

### Dirka po Ardenih
| Poz | Dirkač            | Dirkalnik        | Čas       |
| --- | ----------------- | ---------------- | --------- |
| 1   | Pierre de Crawhez | Panhard-Levassor | 5:52.07,6 |
| 2   | Leonce Girardot   | CGV              | + 20.04,2 |
| 3   | René de Brou      | De Dietrich      | + 32.21,6 |

### Gordon Bennet Cup:Athy
| Poz | Dirkač          | Dirkalnik        | Čas     |
| --- | --------------- | ---------------- | ------- |
| 1   | Camille Jenatzy | Mercedes         | 6:39.00 |
| 2   | René de Knyff   | Panhard-Levassor | + 11.40 |
| 3   | Henri Farman    | Panhard-Levassor | + 12.44 |

## 1904

### Gordon Bennet Cup:Taunus
| Poz | Dirkač          | Dirkalnik       | Čas       |
| --- | --------------- | --------------- | --------- |
| 1   | Leon Théry      | Richard-Brasier | 5:50.01,4 |
| 2   | Camille Jenatzy | Mercedes        | + 11.28,0 |
| 3   | Henry Rougier   | Turcat-Mery     | + 57.08,8 |

### Dirka po Ardenih
| Poz | Dirkač         | Dirkalnik        | Čas       |
| --- | -------------- | ---------------- | --------- |
| 1   | George Heath   | Panhard-Levassor | 5:30.49,0 |
| 2   | Georges Teste  | Panhard-Levassor | + 55,0    |
| 3   | Albert Clément | Clement-Bayard   | + 3.54,2  |

### Vanderbilt Cup
| Poz | Dirkač           | Dirkalnik        | Čas       |
| --- | ---------------- | ---------------- | --------- |
| 1   | George Heath     | Panhard-Levassor | 5:26.45,0 |
| 2   | Albert Clément   | Clement-Bayard   | + 1.28,0  |
|     | ni več uvrščenih |                  |           |

## 1905

### Gordon Bennet Cup:Auvergne
| Poz | Dirkač           | Dirkalnik       | Čas       |
| --- | ---------------- | --------------- | --------- |
| 1   | Leon Théry       | Richard-Brasier | 7:02.46,6 |
| 2   | Felice Nazzaro   | Fiat            | + 7.26,6  |
| 3   | Alessandro Cagno | Fiat            | + 19.40,0 |

### Dirka po Ardenih
| Poz | Dirkač         | Dirkalnik        | Čas       |
| --- | -------------- | ---------------- | --------- |
| 1   | Victor Hémery  | Darracq          | 5:58.32,2 |
| 2   | Henri Tart     | Panhard-Levassor | + 15.05,6 |
| 3   | Hubert le Blon | Panhard-Levassor | + 24.23,8 |

### Vanderbilt Cup
| Poz | Dirkač        | Dirkalnik        | Čas       |
| --- | ------------- | ---------------- | --------- |
| 1   | Victor Hémery | Darracq          | 4:36.08,0 |
| 2   | George Heath  | Panhard-Levassor | + 3.32,0  |
| 3   | Joe Tracy     | Locomobile       | + 22.18,0 |